# دریامان
دریامان یک روستا در ایران است که در دهستان اجارود غربی واقع شده‌است. دریامان ۱۷۲ نفر جمعیت دارد.